# 인지컨트롤스
인지컨트롤스(Inzi Controls Co. Ltd.)는 대한민국의  자동차 부품 및 전자 제어 시스템을 제조기업이다. 본사는 경기도 시흥시 군자천로 171 (정왕동, 시화공단2다504)에 위치해 있으며 대표이사는 정구용이다.

## 참고문헌
1. ↑  인지컨트롤스, 전기차용 배터리 모듈 사업 주목 -SK증권, 이투데이, 2021-06-03
2. ↑  김두현, 하나증권 기업분석보고서-인지컨트롤스, 2021년 11월 17일